# SBG Nr. 6 bis 9
Die Nr. 6 bis 9 der Sandbahngesellschaft des Grafen von Ballestrem waren fünffachgekuppelte Tenderlokomotiven für den Betrieb auf der Sandbahn Peiskretscham in Oberschlesien.

## Geschichte
Die ersten fünffach gekuppelten Tenderlokomotiven waren schon 1913 von Borsig an die Sandbahnen Oberschlesiens geliefert wurden. Auch die Sandbahngesellschaft des Grafen von Ballestrem erhielt 1913 eine erste derartige Lokomotive der Bauart 1'E h2. 1924 und 1929 kamen zwei weitere Lokomotiven der Bauart 1'E1' h2 hinzu, die in ihren Abmessungen der Tierklasse der Halberstadt-Blankenburger Eisenbahn entsprachen, aber mit fast 20 t Achslast schwerer ausgeführt waren.

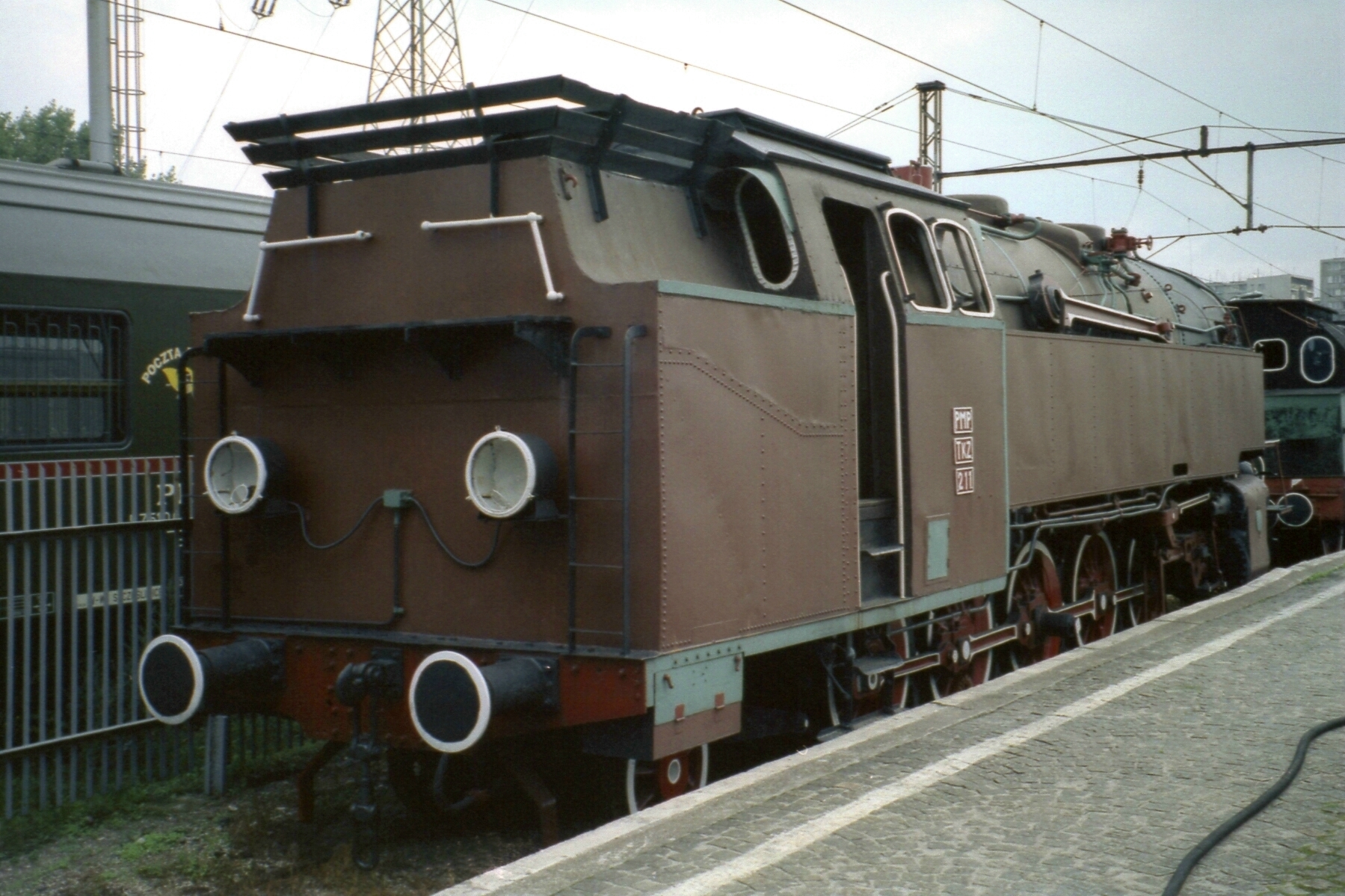
TKz-211 im Eisenbahnmuseum Warschau (1994)

1935 entstanden bei Borsig zwei Lokomotiven einer noch leistungsfähigeren Bauart mit einem Achsdruck von 20,4 t, welche die Betriebsnummern 6 und 7 erhielten. Weitere zwei derartige Lokomotiven fertigte Borsig in den Jahren 1937 und 1938. Sie erhielten die Nummern 8 und 9.
Nach dem Zweiten Weltkrieg wurde die Sandbahngesellschaft durch den polnischen Staat enteignet. Die Lokomotiven wurden nach 1945 von der neugegründeten staatlichen Sandbahn Przedsiębiorstwo Materiałów Podsadzkowych Przemysłu Węglowego (PMPPW) übernommen und erhielten dort die neuen Nummern TKz 208 bis 211.
Eine der Lokomotiven – die ehemalige Nr. 9 – kam nach ihrer Ausmusterung 1985 zum Eisenbahnmuseum Warschau. Dort ist sie heute Teil der ständigen Ausstellung.

## Lokomotivliste
| SBG-Nr. | Name                         | PMPPW-Nr. | Baujahr | Fabrik-Nr. | Bemerkung                        |
| ------- | ---------------------------- | --------- | ------- | ---------- | -------------------------------- |
| 6       | NICOLAUS GRAF VON BALLESTREM | TKz-208   | 1935    | 14588      |                                  |
| 7       |                              | TKz-209   | 1935    | 14589      |                                  |
| 8       |                              | TKz-210   | 1937    | 14699      |                                  |
| 9       |                              | TKz-211   | 1938    | 14714      | 1985 an Eisenbahnmuseum Warschau |